# Carlo Valentini (giornalista)
Carlo Valentini (...) è un giornalista e scrittore italiano.
Ha incominciato a scrivere per Il Resto del Carlino, con l'avvio della terza rete è entrato nella redazione Rai per l'Emilia-Romagna, sede di Bologna, dove è diventato inviato speciale e collaboratore in particolare di TG1 e TG2. Tra i giornali per i quali ha scritto o scrive: Il Giorno, con la direzione di Guglielmo Zucconi e Pierluigi Magnaschi, Panorama, l'Europeo, La Domenica del Corriere, Italia Oggi, MF-Milano Finanza.
È autore di numerosi libri di saggistica, tra i quali Il blob-blob della seconda repubblica (premio Bordighera), La mia Italia, La coppia in amore, e di un romanzo-biografia, Elvira, la modella di Modigliani, Graus editore, 2012, ISBN 978-88-8346-399-0.
Si è laureato in Sociologia all'università di Trento con una tesi sull'editoria, ha tenuto lezioni di giornalismo all'università di Bologna e pubblicato numerosi contributi sul mondo dell'informazione tra i quali un'analisi intitolata "Il rapporto tra lettore e giornale analizzato attraverso le lettere al direttore".

## Opere
- Elvira la modella di Modigliani, Graus editore, 2012, ISBN 978-88-8346-399-0